# Siegfried von Jan
Siegfried von Jan (* 5. Februar 1881 in Frankenthal (Pfalz); † 7. Oktober 1970) war ein deutscher Verwaltungsjurist, Bezirksamtmann und als Ministerialrat im bayerischen Staatsministerium für Unterricht und Kultus maßgeblich am Aufbau des Landesverbandes Bayern des Deutschen Jugendherbergswerks beteiligt.

## Leben
Siegfried von Jan war der Sohn des Landgerichtsrats Friedrich Gottlieb Ludwig von Jan und dessen Ehefrau Louise, geborene  Pfaff. 
Nach dem Abitur am Herzog-Wolfgang-Gymnasium in Zweibrücken studierte er Rechtswissenschaften an der Ludwig-Maximilians-Universität München und der  Humboldt-Universität zu Berlin, legte die erste juristische Staatsprüfung ab und leistete den dreijährigen Vorbereitungsdienst (Referendariat). Nach dem Großen juristischen Staatsexamen erhielt er eine Anstellung als Akzessist bei der Regierung von Oberbayern. In die Kommunalverwaltung gewechselt, wurde er zunächst Bezirksamtsassessor und 1920  Bezirksamtmann in Rothenburg ob der Tauber. 1922 kehrte er in die Staatsverwaltung zurück und wurde Oberregierungsrat  und am 1. Mai 1925 Ministerialrat im bayerischen Staatsministerium für Unterricht und Kultus. Von Jan beschäftigte sich besonders mit Fragen des bayerischen Jugendherbergswerks und wirkte maßgeblich an dessen Aufbau mit. 
Nachdem die Überwachungskompetenz für den Rundfunksender Deutsche Stunde in Bayern von der Reichspost auf die bayerische Staatsregierung übergegangen war, kam von Jan als Vertreter des Ministeriums in die Gesellschafterversammlung des Senders und wurde ab März 1927 Vorsitzender des Überwachungsausschusses. Später war er in Personalunion auch Leiter des Kulturbeirats der Sendeanstalt. 
Vom 10. Juli 1939 an war er Leiter der Hochschulabteilung des Kultusministeriums. Im August 1945 wurde er auf Weisung der amerikanischen Militärregierung aus dem Dienst entlassen. 1948 wurde er wieder eingestellt mit gleichzeitiger Versetzung in den Ruhestand. Diese Maßnahme war für die Regelung der Versorgungsansprüche relevant. 

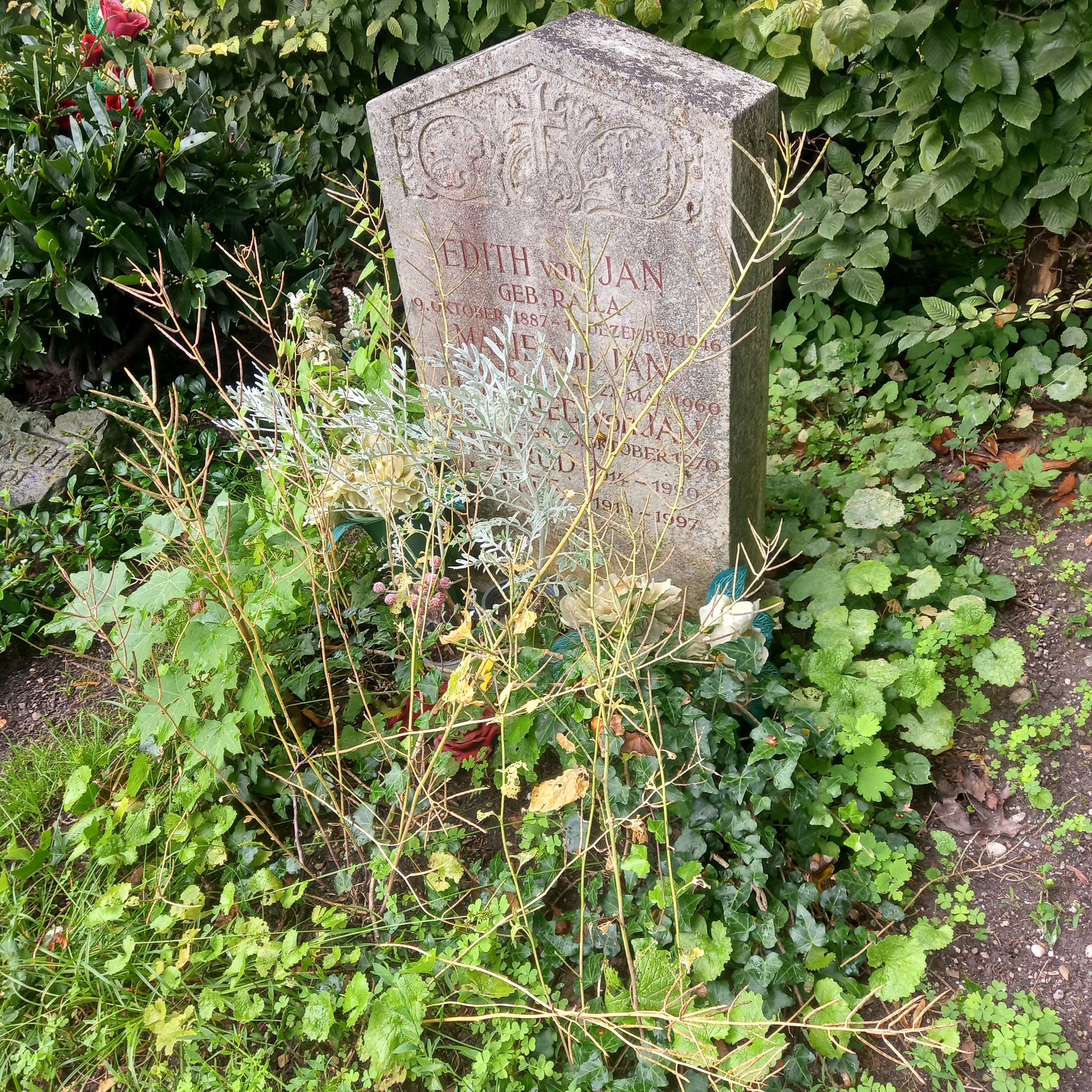
Das Grab von Siegrfried von Jan auf dem Nordfriedhof (München)

Mit dem Eintritt in den Ruhestand wurde er ehrenamtlich Landesschatzmeister des Bayerischen Jugendherbergsverbands und erwarb große Verdienste.

## Ehrungen
- 1956 Verdienstkreuz 1. Klasse der Bundesrepublik Deutschland
- 13. Januar 1964 Bayerischer Verdienstorden, Matrikel-Nr. 912[2]